# كهف بيندل

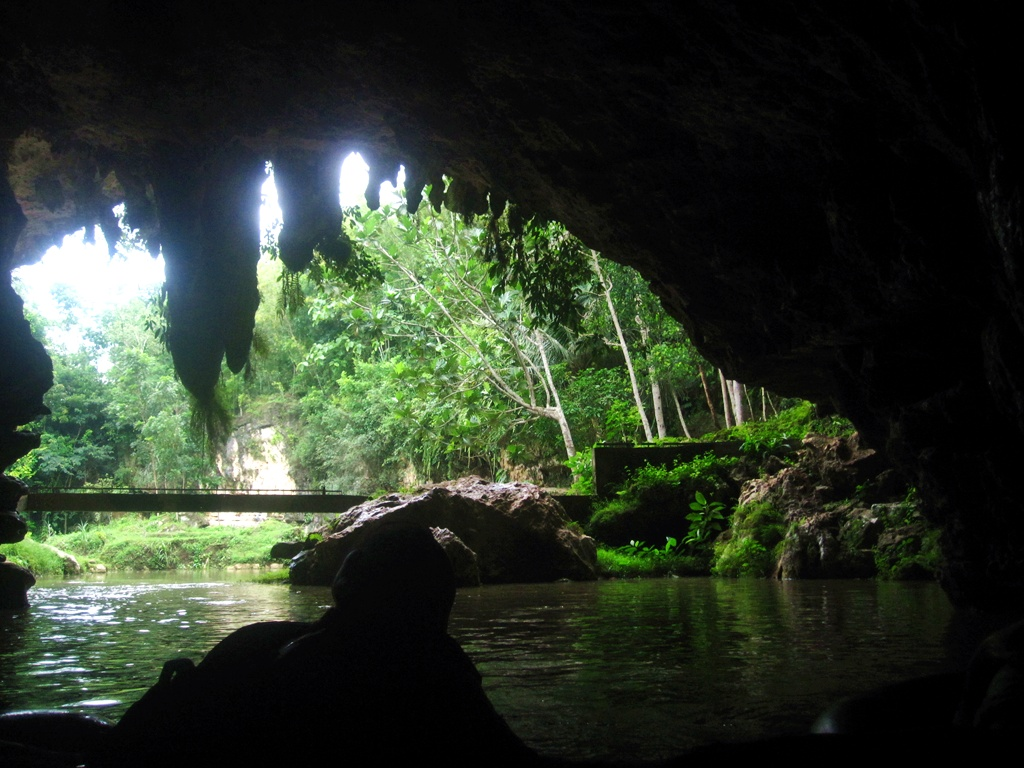
منظر من داخل كهف بيندل، إندونيسيا

كهف بيندل هو كهف كارستي يقع على بعد حوالي 7 كيلومترات جنوب وسط مدينة وونوساري، غونونغ كيدول، إندونيسيا.